# 私の中のあなた
『私の中のあなた』（わたしのなかのあなた、My Sister's Keeper）は、ジョディ・ピコーの小説および、それを原作とした映画。2004年出版。日本では2006年9月に早川書房より出版（訳は川副智子）。

## あらすじ
アナ・フィッツジェラルドの姉ケイトは2歳のとき、急性前骨髄球性白血病を患う。しかし両親や兄の白血球の血液型であるHLA型は、ケイトと適合しない。ドナーを必要とするケイトのために、受精卵の段階で遺伝子操作を行ない、デザイナーベビーとして生まれてきたのがアナであった。
まずはドナーへの負担がない臍帯血移植を行うが、その後もケイトが輸血や骨髄移植などを必要とするたびに、幼いアナは過酷な犠牲を強いられてきた。13歳を過ぎたアナは、ついに片方の腎臓の提供を求められる。ところがアナは提供を拒み、辣腕弁護士キャンベルを雇い、両親を相手取って訴訟を起こす。

### 映画では省かれている主な内容
一方、アナとケイトの兄ジェシーは、兄妹の中で自分だけ存在を無視されがちであったことから、家出して麻薬や放火などに手を染める非行少年となっていた。あるとき消防士であるブライアンは、息子のジェシーが放火の犯人であることに気づくが、事件を隠蔽した。やがてジェシーは更生して警察学校を卒業する。
アナはキャンベルの運転する車に同乗中事故に遭い、救急隊長でもあるブライアンが救助に駆けつけたときには、瀕死の状態になっていた。脳死状態となったアナの腎臓はケイトに移植され、それ以外にも多くの患者へアナの体の一部が提供された。腎移植は成功とは言い難いものであったが、ケイトはそれから奇跡的に回復し成人となり、バレエの教師を務めるほど寛解を維持している。
キャンベルは若い頃にてんかんを発病し、自分に付き合わせるわけにはいかないという彼なりの思いやりから、事情を伏せて当時の恋人と別れていた。以来、病気のことは両親にさえ隠し通しており、介助犬（キャンベル自身にもわからない発作の予兆を捉え、吠えて知らせる。それによりキャンベルは発作に備える時間的余裕を持つ）を連れている理由について人に問われても明確な説明をせずにいる。物語の終盤、裁判中に介助犬が発作の予兆を知らせるが、キャンベルはアナの極めて重要な証言を聞き逃すまいとするあまりに休憩を取らず、法廷内で発作を起こす。それによりかつて恋人であったジュリア（裁判所が任命したアナの訴訟後見人）は彼が自分との別離を選んだ本当の理由を知る。映画では、キャンベルは介助犬の知らせで判事に休憩を申し入れるが、審議を遅らせたくないという理由で却下されてしまう。

## 登場人物
アナ・フィッツジェラルド
物語の主人公。（映画では11歳）
原作では、物語の終盤で交通事故により死去。
ケイト・フィッツジェラルド
アナの姉。白血病を患っている。（原作では、邦題の「私の中のあなた」の私である）急性骨髄性白血病で亡くなった恋人がいる。
ジェシー・フィッツジェラルド
アナとケイトの兄。
サラ・フィツジェラルド
アナとケイトとジェシーの母親。ケイトの看病のため弁護士を辞めるが、裁判で返り咲く。
ブライアン・フィッツジェラルド
アナとケイトとジェシーの父親。消防士。
キャンベル・アレクザンダー
アナの弁護士。勝訴率91%を誇る。てんかんの持病があるが、それを隠している。
ジュリア・ロマーノ
アナの後見人。キャンベルと恋人関係だったこともある。（映画では登場しない）

## 映画
映画は、結末が原作とは異なっており、アナとケイトの姉妹のうち、生き残るほうが逆になっている。
当初、アナ役とケイト役にはエル・ファニングとダコタ・ファニングが配役されていたが、降板したため、アビゲイル・ブレスリンとソフィア・ヴァジリーヴァに変更された。

### キャスト
※括弧内は日本語吹替
- サラ・フィッツジェラルド - キャメロン・ディアス（朴璐美）
- アナ・フィッツジェラルド - アビゲイル・ブレスリン（宇山玲加）
- キャンベル・アレクサンダー - アレック・ボールドウィン（福田信昭）
- ブライアン・フィッツジェラルド - ジェイソン・パトリック（てらそままさき）
- ケイト・フィッツジェラルド - ソフィア・ヴァジリーヴァ（浅野真澄）
- ケリーおばさん - ヘザー・ウォールクィスト（鍋井まき子）
- デ・サルヴォ判事 - ジョーン・キューザック（唐沢潤）
- ジェシー・フィッツジェラルド - エヴァン・エリンソン
- テイラー・アンブローズ - トーマス・デッカー
- ドクター・チャンス - デヴィッド・ソーントン
- ドクター・ファークアード - エミリー・デシャネル

### 評価

#### 批評家の反応
映画は批評家から様々な批評を受けた。ロッテン・トマトは126のレビュアーの内、47%のレビュアーがポジティブな評価をしたと報告した。批評サイトMetacriticは28のレビュアーのうち58%がポジティブなレビューをしたと報告した。

#### 興行収入
北アメリカでの興行収入は4920万230ドル、そのほかの国々で4651万4645ドルで合計は9571万4875ドル。

#### 賞
| 年     | 賞                           | 項目                      | 作品           | 結果 |
| ------ | ---------------------------- | ------------------------- | -------------- | ---- |
| 2009年 | ティーン・チョイス・アワード | Choice Summer Movie Drama | 私の中のあなた | 受賞 |

### サウンドトラック
予告編
- ヴェガ4「Life Is Beautiful」

テレビ・スポット
- ジェームス・ブラント「Carry You Home」
- プレイン・ホワイト・ティーズ「1、2、3、4」
- タイロン・ウェルズ「More」

映画
- ドン・ホー「タイニー・バブルス」
- イー・ジーデイリー「Life Is Just A Bowl Of Cherries」
- プリシラ・アーン「ファインド・マイ・ウェイ・バック・ホーム」
- ジミー・スコット「Heaven」
- レジーナ・スペクター「Better」
- ジョナ・ヨハンソン「With You」
- グレッグ・ラズウェル「Girls Just Want To Have Fun」
- ピート・ヨーン「Don't Wanna Cry」
- フィル・X「Kill Me」
- ジェフ・バックリィ「We All Fall In Love Sometimes」
- エドウィナ・ヘイズ「Feels Like Home」